# تيك توك
تيك توك، المعروف في الصين بإسم دوين (Douyin) (بالصينية: 抖音)، هو منصة اجتماعية لمشاركة الفيديوهات القصيرة، مملوكة لشركة بايت دانس الصينية. تستخدم هذه المنصة لإنشاء مجموعة متنوعة من المقاطع المرئية القصيرة التي تشمل الرقص، الكوميديا، والتعليم، والتي تتراوح مدتها بين 3 ثوانٍ و60 دقيقة. تعد تيك توك النسخة الدولية من دوين، حيث تم إطلاقه في السوق الصينية في سبتمبر 2016. لاحقًا، تم طرح تيك توك في عام 2017 لنظامي آي أو إس وأندرويد في معظم الأسواق خارج الصين. لكنه لم يصبح متاحًا عالميًا إلا بعد اندماجه مع منصة مشاركة الفيديو ميوزكلي في 2 أغسطس 2018.
على الرغم من التشابه الكبير بين تيك توك ودوين من حيث واجهة المستخدم، إلا أن محتوى كل منهما غير متاح للآخر بسبب فصل خوادمهم حسب المناطق التي يخدمها التطبيق. ورغم التشابه، فإن بعض الميزات تختلف بين النسختين، حيث يوفر دوين ميزات إضافية مثل البحث عن الأشخاص من خلال وجوههم في مقاطع الفيديو، بالإضافة إلى خدمات مثل التسوق، حجز الفنادق، وتقييمات المواقع الجغرافية.
منذ إطلاقهما في 2016، حققت كل من تيك توك ودوين شعبية هائلة في مناطق شرق آسيا وجنوب آسيا وجنوب شرق آسيا والولايات المتحدة وتركيا وروسيا وأجزاء أخرى من العالم. اعتبارًا من أكتوبر 2020، تجاوز عدد مرات تحميل تيك توك أكثر من ملياري عملية تنزيل على الهواتف المحمولة عالميًا.
تتولى فانيسا باباس منصب الرئيسة التنفيذية لتيك توك بعد استقالة كيفن أ. ماير في 27 أغسطس 2020. في 3 أغسطس 2020، هدد الرئيس الأمريكي السابق دونالد ترامب بحظر تطبيق تيك توك في الولايات المتحدة إذا لم تتمكن الشركة من التفاوض على صفقة لبيعه لشركة أمريكية مثل مايكروسوفت أو غيرها. في 6 أغسطس، وقع ترامب أمرين تنفيذيين لحظر التعاملات الأمريكية مع تيك توك و وي تشات مع شركته الأم "بايت دانس"، وكان من المقرر دخول الحظر حيز التنفيذ بعد 45 يومًا من التوقيع. تم تأجيل تنفيذ الحظر المقرر في 20 سبتمبر 2020 لمدة أسبوع.[بحاجة لتحديث] كما قامت حكومة الهند بحظر التطبيق منذ يونيو 2020 إلى جانب 223 تطبيقًا صينيًا آخر، ردًا على الاشتباكات الحدودية مع الصين. كذلك، فرضت باكستان حظرًا على تيك توك في 9 أكتوبر 2020 بسبب محتوى "غير أخلاقي" و"غير لائق"، لكنها رفعت الحظر بعد عشرة أيام في 19 أكتوبر 2020.

## التاريخ

### تطور
تم إطلاق تطبيق دوين بواسطة ByteDance  في بكين، الصين في سبتمبر 2016، تم إطلاقه في الأصل تحت اسم A.me، قبل تغيير علامتها التجارية إلى Douyin (抖音) في ديسمبر 2016. خططت ByteDance على توسعة Douyin في الخارج. صرح مؤسس ByteDance، زهانغ يمينغ، أن «الصين هي موطن لخمس مستخدمي الإنترنت فقط على مستوى العالم. إذا لم نتوسع على نطاق عالمي، فسوف نخسر أمام أقراننا الذين يتطلعون إلى الأربعة أخماس. لذا، فإن الذهاب إلى العالمية أمر لا بد منه». تم تطوير دوين في 200 يوم وفي غضون عام حصل على 100 مليون مستخدم، مع أكثر من مليار مقطع فيديو يُشاهد كل يوم. تم إطلاق تيك توك في السوق الدولية في سبتمبر 2017. في 23 يناير 2018، احتل تطبيق تيك توك المرتبة الأولى بين تنزيلات التطبيقات المجانية على متاجر التطبيقات في تايلاند ودول أخرى.
تم تنزيل تيك توك أكثر من 130 مليون مرة في الولايات المتحدة، ووصل إلى 2 مليار عملية تنزيل في جميع أنحاء العالم،  وفقًا لبيانات من شركة الأبحاث المتنقلة Sensor Tower التي تستثني مستخدمي أندرويد في الصين. في الولايات المتحدة، بدأ العديد من المشاهير بما في ذلك جيمي فالون وتوني هوك في استخدام التطبيق في عام 2018؛  انضم مشاهير آخرون مثل جينيفر لوبيز وجيسيكا ألبا وويل سميث وجوستين بيبر إلى تيك توك أيضًا وتبعهم العديد من المشاهير الآخرين.
في 3 سبتمبر 2019، أعلنا تيك توك والاتحاد الوطني الأمريكي لكرة القدم (NFL) عن شراكة متعددة السنوات. وقعت الاتفاقية قبل يومين فقط من انطلاق الموسم المائة من دوري كرة القدم الأمريكية في ملعب سولدجر فيلد، حيث استضافت تيك توك أنشطة للجماهير على شرف الصفقة. تتضمن الشراكة إطلاق حساب NFL TikTok رسمي، والذي يهدف إلى توفير فرص تسويقية جديدة مثل مقاطع الفيديو الدعائية وتحديات الوسوم. في يوليو 2020، أبلغت TikTok، باستثناء Douyin، عن ما يقرب من 800 مليون مستخدم نشط شهريًا في جميع أنحاء العالم بعد أقل من أربع سنوات من وجودها.

### الاندماج الموسيقي
في 9 نوفمبر 2017، أنفقت الشركة الأم لـ تيك توك، ByteDance، ما يصل إلى 1  مليار دولار لشراء ميوزكليmusic.ly، وهي شركة ناشئة مقرها في شنغهاي ولها مكتب خارجي في سانتا مونيكا، كاليفورنيا، الولايات المتحدة. كانت ميوزكلي عبارة عن منصة وسائط مقاطع مرئية اجتماعية تسمح للمستخدمين بإنشاء مقاطع مرئية قصيرة كوميدية، تم إصدارها في البداية في أغسطس 2014. كان معروفًا جيدًا، خاصة للجمهور الأصغر سنًا. تتطلع إلى الاستفادة من قاعدة المستخدمين الشباب للمنصة الرقمية الأمريكية، تم دمج تيك توك مع موقع music.ly في 2 أغسطس 2018 لإنشاء مجتمع فيديو أكبر، مع دمج الحسابات والبيانات الحالية في تطبيق واحد، مع الاحتفاظ بعنوان تيك توك. وبذلك انتهى تطبيق ميوزكلي وأصبح تيك توك تطبيقًا عالميًا، باستثناء الصين، لأن الصين لديها بالفعل Douyin.

### التوسع في الأسواق الأخرى
اعتبارًا من 2018، أصبح تيك توك متاحًا في أكثر من 150 سوقًا، وب 75 لغة. تم تنزيل تيك توك أكثر من 104 مليون مرة على متجر تطبيقات أبل خلال النصف الأول الكامل من عام 2018، وفقًا للبيانات المقدمة إلى سي إن بي سي بواسطة Sensor Tower.
بعد الدمج مع music.ly في أغسطس، زادت التنزيلات وأصبح تطبيق تيك توك هو التطبيق الأكثر تنزيلًا في الولايات المتحدة في أكتوبر 2018. في فبراير 2019، حققت تيك توك، جنبًا إلى جنب مع دوين، مليار تنزيل على مستوى العالم، باستثناء عمليات التنزيل على نظام أندرويد في الصين. في عام 2019، ذكرت وسائل الإعلام أن تيك توك هو تطبيق الهاتف المحمول السابع الأكثر تنزيلًا على مدار العقد، من 2010 إلى 2019. كان أيضًا التطبيق الأكثر تنزيلًا على متجر تطبيقات Apple في 2018 و2019، متجاوزًا فيس بوك ويوتيوب وإنستغرام. في سبتمبر 2020، تم تأكيد صفقة بين ByteDance وأوراكل والتي ستعمل بموجبها الأخيرة كشريك لتوفير الاستضافة السحابية. تعتزم وول مارت الاستثمار في تيك توك. وقعت تيك توك مؤخرًا صفقة مع Sony Music.

## دوين
كتطبيق منفصل عن تيك توك، Douyin (抖音)، المعروف رسميًا باسم Dǒuyn duǎn shìpín (抖 音 短 视频. Douyin Short Video)،  يتم تنزيله بشكل أساسي في الصين ولديه جمهور أكبر قليلاً من تيك توك، حيث تتراوح قاعدة مستخدميه من الأطفال إلى البالغين في منتصف العمر. يستخدم التطبيق نوعين مختلفين من التحقق، تحقق شخصي للمؤثرين مشابه لنظام التحقق لتيك توك والتحقق من حسابات رجال الأعمال الذي يتطلب ترخيصًا ورسومًا سنوية. يمكن لمستخدمي الأعمال الذين تم التحقق منهم الترويج إلى جمهور معين، مما يسمح لهم باختيار المكان الذي يريدون أن يُشاهد لفيديو الخاص بهم فيه، مثل موقع فعلي محدد. يمتلك دوين أيضًا متجر، حيث يمكن للمستخدمين وضع علامة على منتجاتهم والإعلان عنها، ويمكن للمستخدمين طلب العمل مع مؤثر لصفقات العلامات التجارية. يُعزى جزء من شعبية التطبيق إلى حملاته التسويقية التي أطلقت العديد من أنشطة المشاهير الصينيين لجذب اهتمام معجبيهم.

## الميزات
يتيح تطبيق تيك توك للجوال للمستخدمين إنشاء مقطع فيديو قصير لأنفسهم والذي غالبًا ما يحتوي على موسيقى في الخلفية، ويمكن تسريعها أو إبطائها أو تحريرها باستخدام مرشح. يمكنهم أيضًا إضافة صوتهم الخاص أعلى موسيقى الخلفية. لإنشاء مقطع فيديو موسيقي باستخدام التطبيق، يمكن للمستخدمين اختيار موسيقى خلفية من مجموعة متنوعة من أنواع الموسيقى، وتحريرها باستخدام مرشح وتسجيل مقطع فيديو مدته 15 ثانية مع تعديلات السرعة قبل تحميله لمشاركته مع الآخرين على تيك توك أو منصات اجتماعية أخرى. يمكنهم أيضًا تصوير مقاطع فيديو قصيرة متزامنة مع الأغاني الشعبية.
صفحة «من أجلك» على تيك توك هي خلاصة لمقاطع الفيديو الموصى بها للمستخدمين بناءً على نشاطهم على التطبيق. يتم إنشاء المحتوى بواسطة الذكاء الاصطناعي (AI) في تيك توك اعتمادًا على المحتوى الذي أعجبه المستخدم أو تفاعل معه أو بحث عنه. يمكن للمستخدمين أيضًا اختيار الإضافة إلى المفضلة أو تحديد «غير مهتم» على مقاطع الفيديو لصفحتهم. يجمع تيك توك بين المحتوى الذي يستمتع به المستخدم لتقديم مقاطع فيديو سيستمتعون بها أيضًا. لا يمكن عرض المستخدمين ومحتوياتهم إلا على صفحة «من أجلك» إذا كانوا يبلغون من العمر 16 عامًا أو أكثر وفقًا لسياسة تيك توك. لن يظهر المستخدمون الذين تقل أعمارهم عن 16 عامًا تحت صفحة «من أجلك» أو صفحة الأصوات أو تحت أيتصنيف.
تتيح ميزة «رد الفعل» في التطبيق للمستخدمين تصوير رد فعلهم على مقطع فيديو معين، حيث يتم وضعه في نافذة صغيرة يمكن تحريكها حول الشاشة. تسمح ميزة «الثنائي» Duet للمستخدمين بتصوير مقطع فيديو بجانب فيديو آخر. كانت ميزة "duet" علامة تجارية أخرى لـ Musical.ly.
يمكن تخزين مقاطع الفيديو التي لا يرغب المستخدمون في نشرها في «المسودات» الخاصة بهم. يُسمح للمستخدم برؤية «المسودات» ونشرها عندما يجدها مناسبة. يتيح التطبيق للمستخدمين تعيين حساباتهم على أنها «خاصة». عند تنزيل التطبيق لأول مرة، يكون حساب المستخدم عامًا بشكل افتراضي. يمكن للمستخدم التغيير إلى خاص في إعداداته. يظل المحتوى الخاص مرئيًا لـ تيك توك، ولكن يتم حظره من مستخدمي تيك توك الذين لم يصرح لهم صاحب الحساب بعرض المحتوى الخاص بهم. يمكن للمستخدمين اختيار ما إذا كان بإمكان أي مستخدم آخر، أو «أصدقائهم» فقط، التفاعل معهم من خلال التطبيق عبر التعليقات أو الرسائل أو مقاطع فيديو «الرد» أو «الثنائي». يمكن للمستخدمين أيضًا تعيين مقاطع فيديو محددة إلى «عام» أو «أصدقاء فقط» أو «خاص» بغض النظر عما إذا كان الحساب خاصًا أم لا.
يُسمح للمستخدمين أيضًا بالإبلاغ عن الحسابات بناءً على محتوى الحساب، سواء أكان ذلك بريدًا عشوائيًا أو غير مناسب. في مركز دعم تيك توك تحت عنوان «للآباء»، يطمئن الآباء إلى أنه يمكن حظر المحتوى غير المناسب لأطفالهم والإبلاغ عنه.
عندما يتابع المستخدمون مستخدمين آخرين، توجد صفحة «متابعة» على يسار صفحة «من أجلك». هذه صفحة فقط لمشاهدة مقاطع الفيديو من الحسابات التي يتابعها المستخدم.
يمكن للمستخدمين أيضًا إضافة مقاطع فيديو وعلامات تصنيف وفلاتر وأصوات إلى قسم «المحفوظة». عند إنشاء مقطع فيديو، يمكنهم الرجوع إلى قسمهم المحفوظ، أو إنشاء مقطع فيديو مباشرة منه. هذا القسم مرئي فقط للمستخدم في ملفه الشخصي مما يسمح له بالإشارة إلى أي مقطع فيديو أو علامة تصنيف أو مرشح أو صوت تم حفظه مسبقًا.
يمكن للمستخدمين أيضًا إرسال مقاطع فيديو ورموز تعبيرية ورسائل لأصدقائهم من خلال المراسلة المباشرة.
غالبًا ما يستخدم المؤثرون ميزة «البث المباشر». هذه الميزة متاحة فقط لمن لديه ما لا يقل عن 1000 متابع وتجاوز عمره 16 عامًا. إذا تجاوزت سن 18، يمكن لمتابعي المستخدم إرسال «هدايا» افتراضية يمكن استبدالها لاحقًا بالمال.
واحدة من أحدث الميزات اعتبارًا من عام 2020 هي ميزة «العناصر الافتراضية». يعتمد هذا على ممارسة الصين الكبيرة في تقديم الهدايا الاجتماعية. منذ إضافة هذه الميزة، أنشأت العديد من شركات التجميل والعلامات التجارية حساب تيك توك للمشاركة والإعلان عن هذه الميزة. مع الحجر الصحي في الولايات المتحدة، ازدادت شعبية الهدايا الاجتماعية. وفقًا لممثل تيك توك، تم إطلاق الحملة نتيجة للإغلاق، «لبناء شعور بالدعم والتشجيع مع مجتمع تيك توك خلال هذه الأوقات الصعبة».
أعلنت TikTok عن «وضع أمان العائلة» في فبراير 2020 للآباء ليكونوا قادرين على التحكم في رفاهية أطفالهم الرقمية. هناك خيار لإدارة وقت الشاشة، ووضع مقيد، ويمكن وضع حد للرسائل المباشرة.

### الذكاء الاصطناعي
توظف تيك توك الذكاء الاصطناعي (AI) لتحليل اهتمامات المستخدمين وتفضيلاتهم من خلال تفاعلاتهم مع المحتوى، وعرض موجز محتوى مخصص لكل مستخدم. يحتوي تيك توك على خوارزمية يعالجون فيها تفضيلات المستخدم بناءً على مقاطع الفيديو التي «تعجبهم» والتعليق عليها وكذلك المدة التي يشاهدون فيها الفيديو. بالمقارنة مع خوارزميات المستهلك التقليدية مثل خوارزميات يوتيوب ونتفليكس مع قائمة مقاطع الفيديو الموصى بها، يفسر تيك توك التفضيلات الفردية للمستخدم ويوفر المحتوى الذي قد يستمتع به.

### التريندات المشهورة
هناك مجموعة متنوعة من التريندات داخل تيك توك، بما في ذلك الميمات والأغاني المتزامنة ومقاطع الفيديو الكوميدية. سببت ميزة Duets، وهي ميزة تتيح للمستخدمين إضافة فيديو خاص بهم إلى فيديو موجود مع صوت المحتوى الأصلي، معظم هذه التريندات.
تظهر التريندات على صفحة استكشاف تيك توك أو الصفحة التي تحتوي على شعار البحث. تسرد الصفحة علامات الوسوم الشائعة والتحديات بين التطبيق. يتضمن البعض #posechallenge و#filterswitch و#dontjudgemechallenge و#homedecor و#hitormiss و#bottlecapchallenge والمزيد من الوسوم. في يونيو 2019، قدمت الشركة الهاشتاغ #EduTok الذي حصل على 37 مليار مشاهدة. بعد هذا التطور، بدأت الشركة شراكات مع شركات تكنولوجيا التعليم الناشئة لإنشاء محتوى تعليمي على المنصة.
أنتج التطبيق العديد من التريندات المشهورة ومشاهير الإنترنت واتجاهات الموسيقى حول العالم. بدأ العديد من النجوم بدايتهم على موقع ميوزكلي، الذي تحول إلى منصة عالمية معروفة باسم تيك توك في 2 أغسطس 2018. من بين هؤلاء المستخدمين لورين جراي، بيبي آرييل، كريستين هانشر، زاك كينج، ليزا ولينا، جاكوب سارتوريوس، وغيرهم الكثير. ظلت لورين جراي هي الشخصية الأكثر متابعة على تيك توك حتى تجاوزتها تشارلي داميليو في 25 مارس 2020. كانت المستخدمة لورين أول حساب تيك توك يصل إلى 40 مليون متابع على المنصة. تم تجاوزها بـ 41.3 مليون متابع. كانت تشارلي أول من وصل إلى 50 و60 و70 مليون متابع. حتى الآن ما زالت تشارلي داميليو الشخص الأكثر متابعة على المنصة.
صعد العديد من المبدعون الآخرون إلى الشهرة بعد دمج النظام الأساسي مع ميوزيكيلي في 2 أغسطس 2018 لإصدار تيك توك في جميع أنحاء العالم. المؤثرون مثل تشارلي داميلو هم مثال. لقد صعدت إلى الشهرة بعد غناء ورقص ثنائي مع مستخدم تيك توك آخر الذي اشتهر بسرعة. وهي معروفة أيضًا بأداء رقصة تسمى "The Renegade" على أغنية " Lottery " لـ K CAMP. من بين أبرز المؤثرين الآخرين في تيك توك، أختها، ديكسي داميليو، أديسون راي، أفاني جريغ، جايس هودسون، مايكل لي، جوش ريجاردز، وغيرهم الكثير. كانت تشارلي داميلو يومًا ما جزءًا من ذا هايب هاوس Hype House، وهو بيت محتوى تعاوني مقره في لوس أنجلوس مع مجموعة من نجوم تيك توك الآخرين، لكنه غادرت منه بعد أشهر. تم تأسيس ذا هايب هاوس بواسطة ديزي كيتش، وتشيس هدسون، وأليكس وارين، وكوفر أنون، وتوماس بيترو في عام 2019. وبحسب ما ورد غادرت شارلي دي أميليو وشقيقتها ديكسي داميليو منزل هايب، إلى جانب ديزي كيتش وأديسون راي. الأعضاء الحاليون في هايب هاوس هم تشيس هدسون، وكونور ييتس، وأليكس وارين، وأفاني جريج، ويات كزافييه، وريلاند ستورمز، ونيك أوستن، وأوندريز لوبيز، وتوني لوبيز، وكوفر أنون، وتوماس بيترو، وكالفن جولدبي، وجيمس رايت، وجاك رايت، وباتريك. هيوستن.
بغض النظر عن رقصة "The Renegade" التي سجلت أكثر من 29.7 مليون مقطع فيديو، أحد أكثر تريندات تيك توك البارزة هو "hit or miss"، وهو مقتطغ من أغنية من iLOVEFRiDAY's " Mia Khalifa " (2018)، والذي اُستُخدم في أكثر من أربعة ملايين مقطع فيديو تيك توك. ساعدت هذه الأغنية في تقديم التطبيق إلى جمهور غربي أكبر. لعبت تيك توك أيضًا دورًا رئيسيًا في جعل " Old Town Road " لـ ليل ناز إكس واحدة من أكبر الأغاني لعام 2019، وأطول أغنية رقم واحد في تاريخ بيلبورد هوت 100.
سمح تيك توك للفرق الموسيقية بالحصول على سمعة سيئة في أماكن في جميع أنحاء العالم. طورت فرقة Fitz and the Tantrums عددًا كبيرًا من المتابعين في كوريا الجنوبية على الرغم من عدم قيامهم بجولة في آسيا. أصبحت أغنية "Any Song" لفنان الراب زيكو وR & B رقم 1 في قوائم الموسيقى الكورية بسبب شعبية وسم #anysongchallenge، حيث يرقص المستخدمون على تصميم الرقصات الخاصة بـ "Any Song". كانت الأغنية على تصنيف بيلبورد هوت 100 لمدة 17 أسبوعًا، محطمة الرقم القياسي لأطول وقت كانت فيه الأغنية رقم 1 على على التصنيف. بعد انتشار أغنيته "Old Town Road" على التطبيق، تلقى Lil Nas X صفقة قياسية وارتفعت الأغنية إلى قمة قوائم بيلبورد. تعرضت المنصة لبعض الانتقادات بسبب افتقارها إلى حقوق ملكية للفنانين الذين تُستخدم موسيقاهم على منصتهم. هناك جدل حول ما إذا كان هذا النوع من الترويج مفيدًا على المدى الطويل للفنانين لأنها تبدو أنها لعبة «أعجوبة الضربة الواحدة».
في يونيو 2020، زعم مستخدمو TikTok وعشاق البوب الكوري «أنهم سجلوا مئات الآلاف من التذاكر» لحشد حملة الرئيس ترامب في تلسا من خلال التواصل على تيك توك،  مما إدى إلى «صفوف من المقاعد الفارغة»  في الحدث.
حظرت تيك توك إنكار الهولوكوست، لكن نظريات المؤامرة الأخرى أصبحت شائعة على المنصة، مثل نظريتا مؤامرة بيتزا غيت وكيو أنون (وهما نظريتان مؤامرة شائعتان بين اليمين المتطرف في الولايات المتحدة) التي وصلت علامات الوسوم إلى ما يقرب من 80 مليون مشاهدة و50 مليون مشاهدة على التوالي بحلول يونيو 2020. كما اُسْتُخْدِمَت المنصة لنشر معلومات خاطئة حول جائحة فيروس كورونا 2019، مثل مقاطع من فيديو نظرية المؤامرة بلانديميك. إزال تيك توك بعض مقاطع الفيديو هذه، وقام عمومًا بإضافة روابط لمعلومات COVID-19 الدقيقة على مقاطع الفيديو ذات الوسوم المتعلقة بالوباء.
في 10 أغسطس عام 2020، كتب، وغنى، إم جاكس قصيدة «إلى ريمي»، وهي أغنية مشيداً ببطل الرواية لفيلم راتاتوي المنتج عام 2007 من قبل شركة بيكسار. ارتفعت شعبية الأغنية عندما قام منسق الموسيقى، دانيال ميرتزلوفت، بتأليف مقطوعة خلفية للأغنية. أثار هذا الفيديو سلسلة من مقاطع الفيديو الأخرى التي تتضمن أفكارًا عن فيلم خيالي راتاتوي الموسيقي. منذ فيديو Mertzlufft، تمت مناقشة العديد من العناصر الجديدة بما في ذلك تصميم الأزياء والأغاني الإضافية وقائمة التشغيل. وقد لوحظ هذا الاتجاه حتى من قبل لو رومانو، الذي عبر عن ألفريدو لينجويني في الفيلم الأصلي، وفنان برودواي كيفن تشامبرلين، وممثل قناة ديزني ميلو مانهايم.
في أكتوبر 2020، بدأ تريند بالإنتشار، حيث يرى الأطفال والديهم وهم يمسكون بالهاتف ويحدقون في كاميرا الهاتف، ويظهرون طفلهم في الخلفية وهو ليس موجهاً نحو الشاشة، مع نص على الشاشة يظهر ما يقوله الوالد عن طفلهم.
البحث الصوتي
في 29 يوليو 2024 أعلن تطبيق "تيك توك" عن اختبار خاصية البحث الصوتي (Sound Search) والتي تتيح للمستخدمين العثور على الأغاني عن طريق الغناء عبر الهمهمة أو تشغيل الموسيقى، حيث يسعى التطبيق من خلال هذه الميزة لمنافسة خدمتيّ "يوتيوب ميوزك" و"شازام".

## فرص العلامات التجارية للمؤثرين على المَنصة
قدمت تيك توك منصة للمستخدمين لإنشاء محتوى ليس فقط من أجل المتعة، ولكن أيضًا لتحقيق مكاسب مالية. نظرًا لأن المنصة قد نمت كثيرًا خلال السنوات القليلة الماضية، فقد سمحت للشركات بالإعلان والوصول بسرعة إلى التركيبة السكانية المقصودة من خلال تسويق المؤثرين، بالإضافة إلى المساهمة في نمو ريادة الأعمال للمؤثرين على المنصة. تساهم خوارزمية الذكاء الاصطناعي في النظام الأساسي أيضًا في إمكانات تسويق المؤثرين، حيث إنها تختار المحتوى الأصلي غير المزيف حسب تفضيل المستخدم. المحتوى المروج ليس منتشرًا على النظام الأساسي كما هو الحال في تطبيقات الوسائط الاجتماعية الأخرى، ولكن لا يزال بإمكان العلامات التجارية والمؤثرين تحقيق الكثير إن لم يكن أكثر مقارنة بالمنصات الأخرى. يُشار إلى المؤثرين على المنصة الذين يكسبون المال من خلال التفاعل، مثل الإعجابات والتعليقات، باسم «آلات الميم»"meme machines".

## المستخدمين
في السنوات الثلاث التي تلت إطلاقها في سبتمبر 2016، استحوذت تيك توك على 800 مليون مستخدم نشط. من بين مستخدميها زاك كينج، لورين جراي، بيبي آرييل، ليزا ولينا، ويل سميث، دواين جونسون، برينت ريفيرا، أديسون راي، جايسون ديرولو، جينيفر لوبيز، كاميلا كابيلو، ليلي سينغ، سيلينا جوميز، ميلي بوبي براون، نوح شناب وتشارلي داميليو، الشخص الأكثر متابعة على المنصة.

### ديموغرافيا
في الولايات المتحدة، 52٪ من مستخدمي تيك توك هم من مستخدمي آيفون. بينما يحتوي تيك توك على شكل محايد للانحياز الجنسي، فإن 44٪ من مستخدمي تيك توك هم من الإناث بينما 56٪ من الذكور. أظهر الاستخدام الجغرافي لـ تيك توك أن 43 ٪ من المستخدمين الجدد هم من الهند. أثبت تيك توك أنه يجذب جيل الشباب، حيث أن 41٪ من مستخدميها تتراوح أعمارهم بين 16 و24 عامًا. من بين مستخدمي تيك هؤلاء، 90٪ يقولون إنهم يستخدمون التطبيق يوميًا. اعتبارًا من يوليو 2020، كان هناك أكثر من 90 مليون مستخدم نشط شهريًا في الولايات المتحدة وحدها، وفقًا لـ تيك توك.

## تأثير تيك توك على الثقافة العربية

### تأثير المحتوى السطحي والترفيهي على القيم الثقافية
تشير دراسة تحليلية للحسابات الفلسطينية الأكثر متابعة على تيك توك إلى أن غالبية المحتوى يتركز حول الترفيه والفكاهة والمقاطع الاجتماعية، بينما يتراجع المحتوى البنّاء والتثقيفي بشكل ملحوظ. أظهرت الدراسة أن 80٪ من الفيديوهات الأكثر انتشارًا تندرج تحت تصنيفات الترفيه أو التحديات أو الرقص، بينما لا تتجاوز نسبة المحتوى التعليمي أو التوعوي 10٪ من إجمالي المنشورات.

### الصراع القيمي وتأثير تيك توك على منظومة القيم الاجتماعية
دراسة ميدانية على طلاب الجامعات الأردنية وجدت أن تيك توك أحدث صراعًا قيميًا واضحًا بين القيم التقليدية الموروثة والقيم الجديدة الوافدة عبر المنصة. أظهرت نتائج الاستبيان (شمل 400 طالب وطالبة من عدة جامعات) أن 68٪ من العينة لاحظوا تغيرًا في القيم الاجتماعية لدى أقرانهم بعد استخدام تيك توك، خاصة في ما يتعلق بالعلاقات الأسرية، احترام الكبار، وضبط السلوكيات العامة.

### انتشار قيم غير متوافقة مع الثقافة والدين
في دراسة جزائرية، تبيّن أن المواضيع الأكثر رواجًا على تيك توك بين الشباب تشمل الغناء، الرقص، والفكاهة، وهي غالبًا لا تتوافق مع الخلفية الدينية أو القيم الثقافية المحلية. لاحظ الباحثون أن هدف صناع المحتوى الأساسي أصبح تحقيق أكبر عدد من المشاهدات والإعجابات، حتى لو كان ذلك على حساب القيم المجتمعية، مما أدى إلى ظهور سلوكيات مبتذلة أو تجاوزات أخلاقية في بعض الحالات.

### الآثار النفسية والاجتماعية: التنمر وصناعة التريندات الخطرة
تشير دراسات إلى أن تيك توك يرتبط بزيادة حالات التنمر الإلكتروني، الغيرة، وعدم الثقة بالنفس بين المراهقين. كما تنتشر تحديات خطرة (مثل تحدي "كسر الجمجمة" أو تحديات الأكل السريع)، والتي أدت في بعض الحالات إلى إصابات فعلية أو حتى وفيات، ما دفع سلطات عربية إلى التحذير من بعض التريندات على المنصة.

### أمثلة واقعية من العالم العربي
- في مصر والسعودية، تصدرت قضايا "مشاهير تيك توك" المحاكم بسبب محتوى اعتبرته السلطات مخالفًا للأخلاق العامة أو القيم الأسرية، مثل قضايا حنين حسام ومودة الأدهم في مصر.[109]
- في الأردن، أظهرت دراسة أن 74٪ من المراهقين يعتقدون أن تيك توك يؤثر على القيم العربية والإسلامية، خاصة في ما يتعلق باللباس، العلاقات، وحدود الخصوصية.[110]
- في الجزائر، لاحظ الباحثون أن الشباب أصبحوا يفضلون تقليد التحديات العالمية على المنصة بدلًا من إنتاج محتوى يعكس ثقافتهم المحلية.[108]

## الحجب

### الهند
تم حظر تيك توك تمامًا في الهند من قبل وزارة الإلكترونيات وتكنولوجيا المعلومات في 29 يونيو 2020، إلى جانب 223 تطبيقًا صينيًا آخر،  مع بيان يقول إنها «تمس سيادة وسلامة الهند، والدفاع عن الهند، وأمن الدولة والنظام العام».

### الولايات المتحدة الأمريكية
في 6 أغسطس 2020، وقع الرئيس الأمريكي دونالد ترامب الأمر التنفيذي 13942  الذي يحظر معاملات تيك توك في 45 يومًا إذا لم يتم بيعها بواسطة بايت دانس. كما وقع ترامب على أمر مماثل ضد تطبيق وي تشات المملوك لشركة تينسنت الصينية متعددة الجنسيات.
في 14 أغسطس 2020، أصدر ترامب الأمر DCPD-202000608  الذي يمنح بايت دانس 90 يومًا لبيع أو تفكيك أعمال تيك توك الأمريكية. في الأمر، قال ترامب إن هناك «أدلة موثوقة» تدفعه إلى الاعتقاد بأن بايت دانس «قد تتخذ إجراءً يهدد بالإضرار بالأمن القومي للولايات المتحدة».
نظرت تيك توك في بيع الجزء الأمريكي من أعمالها، وأجرت محادثات مع شركات بما في ذلك مايكروسوفت ووول مارت وأوراكل.
في 18 سبتمبر، رفعت تيك توك دعوى قضائية، في 23 سبتمبر 2020، قدم تيك توك طلبًا لإصدار أمر قضائي أولي لمنع التطبيق من الحظر من قبل إدارة ترامب. حظر القاضي الأمريكي كارل جي نيكولز مؤقتًا أمر إدارة ترامب الذي يحظر فعليًا تنزيل تيك توك في متاجر التطبيقات الأمريكية بدءًا من منتصف ليل 27 سبتمبر 2020. سمح نيكولز للتطبيق بالبقاء متاحًا في متاجر التطبيقات الأمريكية، لكنه رفض حظر قيود وزارة التجارة الإضافية التي قد يكون لها تأثير أكبر على عمليات تيك توك في الولايات المتحدة. تم تعيين هذه القيود في 12 نوفمبر 2020.
رفع ثلاثة من المؤثرين في TikTok دعوى قضائية. في 30 أكتوبر، حكم قاضي ولاية بنسلفانيا ويندي بيتلستون ضد وزارة التجارة، ومنعهم من تقييد تيك توك. في 12 نوفمبر، صرحت وزارة التجارة بأنها ستمتثل لقرار ولاية بنسلفانيا وأنها لن تحاول فرض القيود المفروضة على تيك توك والتي كان من المقرر عقدها في 12 نوفمبر.
استأنفت وزارة التجارة الحكم الأصلي في تيك توك ضد ترامب. في 7 ديسمبر، أصدر قاضي المحكمة الجزائية في واشنطن العاصمة كارل جي نيكولز أمرًا قضائيًا أوليًا ضد وزارة التجارة، بمنعها من فرض قيود على تيك توك.
وفي 13 مارس 2024 أقر مجلس النواب الأميركي بأغلبية ساحقة حظر "تيك توك" في الولايات المتحدة بعد الموافقة على مشروع قانون يجبر تطبيق مشاركة مقاطع الفيديو على قطع علاقاته بمالكه الصيني، ويعد التشريع أكبر تهديد حتى الآن للتطبيق الذي اكتسب شعبية كبيرة في جميع أنحاء العالم. من جانبها توعدت الصين باتخاذ كل الإجراءات اللازمة لحماية مصالح شركاتها في الخارج، مشبهة تلك الخطوة بتصرفات قطاع الطرق، وقال الناطق باسم الخارجية الصينية إن مشروع القانون الجديد يضع الولايات المتحدة على الجانب المعاكس من مبادئ المنافسة العادلة والقواعد الاقتصادية والتجارية الدولية. وفي رد فعل سريع على قرار الحظر أعلن وزير الخزانة الأميركي السابق ستفين منوتشين، أنه سيشكّل تحالف من مجموعة من المستثمرين بهدف الاستحواذ على "تيك توك" من الشركة الصينية المالكة له. ومع وجود مخاوف من أن يختفي التطبيق الذي يستخدمه 170 مليون أميركي في غضون أشهر، ألمح مجلس الشيوخ الأميركي إلى أنه لن يتسرع في المصادقة على مشروع قانون الحظر، مؤكداً أن مشروع القانون سيسلك المسار التشريعي الاعتيادي الذي قد يستغرق أشهراً. وقالت صحيفة "فاينانشيال تايمز" إن مؤسسات أميركية لديها استثمارات في صناديق خاصة بالصين تواجه صعوبات في إخراج رؤوس الأموال، ونقلت عن 4 مؤسسات خصصت أكثر من 4 مليارات دولار لصناديق الأسهم الخاصة التي تركز على الصين، قولها إنها تستعد لتأجيل عمليات استرداد الاستثمارات التي تقترب من نهاية مدتها البالغة 10 سنوات.
وفي 20 أبريل 2024 أقر مجلس النواب الأميركي تشريعا من شأنه حظر منصة "تيك توك" في الولايات المتحدة إذا لم يقم مالكها ببيع حصته في غضون عام. كشفت مجلة "بوليتيكو" أن دبلوماسيين من السفارة الصينية في واشنطن عقدوا اجتماعات سرية مع مسؤولين في الكونجرس الأميركي لدفع نقاط الحوار التي تدافع عن التطبيق. وذكرت "نيويورك تايمز" أن المشرعين الأميركيين أعربوا عن قلقهم من أن "تيك توك" يضع بيانات المستخدمين الحساسة في أيدي الحكومة الصينية كما أن الصين تستخدم محتوى التطبيق لتغذية المعلومات المضللة. وفي أول تعليق له قال تطبيق "تيك توك" إن مشروع قانون الحظر من شأنه أن يسحق حقوق 170 مليون أميركي في حرية التعبير.
وفي 25 أبريل 2024 تعهّد شو زي تشيو الرئيس التنفيذي لمنصة "تيك توك"، بالطعن أمام القضاء في الولايات المتحدة، وقال في رسالة مصورة: "اطمئنوا، لن نذهب إلى أي مكان وسنواصل النضال في المحاكم من أجل حقوقكم".
وفي 03 أغسطس 2024 رفعت وزارة العدل الأميركية دعوى قضائية ضد شركة "بايت دانس"، اتهمت فيها المنصة بالتقاعس عن حماية خصوصية الأطفال على الإنترنت. واستندت الدعوى التي رفعتها وزارة العدل إلى قانون "حماية خصوصية الأطفال على الإنترنت (Children’s Online Privacy Protection Act).

### إندونيسيا وبنغلاديش
تم حظر تيك توك بشكل متقطع في دول مثل إندونيسيا وبنغلاديش.

### باكستان
في 11 أكتوبر 2020، أصبحت باكستان الدولة التالية التي تحظر منصة التواصل الاجتماعي بعد عدم الامتثال للقضايا المتعلقة بالمحتوى على المنصة التي أثارتها حكومتهم. يتحدث ممثلو تيك توك حاليًا مع المسؤولين الباكستانيين على أمل بناء علاقات أفضل والسماح لشعب باكستان بالنشر على المنصة.

### العراق
في 25 مارس 2024 أعلنت وزيرة الاتصالات العراقية هيام الياسري تقديم طلب لمجلس الوزراء لحجب تطبيق التيك توك، وأوضحت أن الوزارة لن تنفذ الحجب إلا بعد قرار حكومي صادر عن مجلس النواب والحكومة العراقية.

## الخلافات

### مخاوف الإدمان
قد يجد بعض المستخدمين صعوبة في التوقف عن استخدام تيك توك. في أبريل 2018، تمت إضافة ميزة الحد من الإدمان إلى دوين. شجع هذا المستخدمين على أخذ استراحة كل 90 دقيقة. في وقت لاحق من عام 2018، تم نشر الميزة في تطبيق تيك توك. يستخدم تيك توك بعض أهم المؤثرين مثل غابي أيروين وآلان جيكن جو وجيمس هنري وكوسيتي ريناب لتشجيع المشاهدين على التوقف عن استخدام التطبيق والاستراحة.
كان الكثيرون مهتمين أيضًا بمدى اهتمام المستخدمين بمقاطع الفيديو هذه. يشاهد المستخدمون مقاطع قصيرة مدتها 15 ثانية بشكل متكرر وتشير الدراسات إلى أن هذا قد يؤدي إلى انخفاض في مدى الانتباه. هذا مصدر قلق لأن العديد من جمهور تيك توك هم من الأطفال الصغار، الذين ما زالت أدمغتهم تتطور.

### مخاوف المحتوى
أبدت العديد من الدول مخاوف بشأن محتوى تيك توك الذي يُعتقد أنه فاحش وغير أخلاقي ومبتذل ومشجع على المواد الإباحية. كانت هناك عمليات حظر وتحذيرات مؤقتة صادرة عن دول مثل إندونيسيا،  بنغلاديش،  الهند،  وباكستان  بشأن مخاوف المحتوى. في عام 2018، تم توبيخ دوين من قبل مراقبي وسائل الإعلام الصينية لعرضها محتوى «غير مقبول»، مثل مقاطع الفيديو التي تصور حالات حمل المراهقات.
في 27 يوليو 2020، حكمت مصر على خمس نساء بالسجن لمدة عامين بسبب مقاطع فيديو تيك توك بتهمة انتهاك الآداب العامة. كما فرضت المحكمة غرامة قدرها 300 ألف جنيه مصري (14600 جنيه مصري) على كل متهم.

#### معلومات مضللة
في يناير 2020، قالت شركة Media Matters for America إن تيك توك استضافت معلومات خاطئة تتعلق بجائحة COVID-19 على الرغم من السياسة الأخيرة ضد المعلومات المضللة. في أبريل 2020، طلبت حكومة الهند من TikTok إزالة المستخدمين الذين ينشرون معلومات خاطئة تتعلق بجائحة فيروس كورونا 2019. كانت هناك أيضًا نظريات مؤامرة متعددة تفيد بأن الحكومة متورطة في انتشار الوباء. ردًا على ذلك، أطلقت تيك توك ميزة للإبلاغ عن المحتوى بسبب التضليل.

#### رقابة المحتوى والاعتدال بواسطة المنصة
في يناير 2019، قالت الحكومة الصينية إنها ستبدأ في تحميل مطوري التطبيقات مثل شركة بايت داينس المسؤولية عن محتوى المستخدم الذي تتم مشاركته عبر تطبيقات مثل دوين،  وأدرجت 100 نوع من المحتوى الذي تفرضه الحكومة الصينية على الرقابة. تم الإبلاغ عن أن بعض المحتوى غير المواتي للحزب الشيوعي الصيني قد تم تقييده بالفعل للمستخدمين خارج الصين مثل المحتوى المتعلق باحتجاجات هونج كونج 2019-20 أو استقلال التبت. حظرت تيك توك مقاطع فيديو حول حقوق الإنسان في الصين، لا سيما تلك التي تشير إلى معسكرات إعادة التعليم في شينجيانغ وانتهاكات الأقليات العرقية والدينية مثل الأويغور، وقامت بتعطيل حسابات المستخدمين الذين ينشرونها. تحظر سياسات تيك توك أيضًا المحتوى المتعلق بقائمة محددة من القادة الأجانب مثل فلاديمير بوتين ودونالد ترامب وباراك أوباما والمهاتما غاندي لأنها يمكن أن تثير الجدل والهجمات على الآراء السياسية. تحظر سياساتها أيضًا المحتوى الذي ينتقد رجب طيب أردوغان والمحتوى الذي يعتبر مؤيدًا للأكراد. أفيد أن تيك توك فرض رقابة على المستخدمين الداعمين لاحتجاجات تعديل قانون المواطنة في الهند وأولئك الذين يروجون للوحدة بين الهندوس والمسلمين. في 27 نوفمبر 2019، علقت تيك توك مؤقتًا حساب المستخدم الأفغاني الأمريكي فيروزا عزيز، البالغ من العمر 17 عامًا، بعد أن نشرت مقطع فيديو، متنكراً في هيئة ميكب أب توتوريال، لفتت الانتباه إلى معسكرات اعتقال مسلمي الأويغور في شينجيانغ، الصين. اعتذرت تيك توك لاحقًا وقالت إنه تم تعليق حسابها نتيجة خطأ بشري، وتم إعادة حسابها منذ ذلك الحين. في يوليو 2020، علقت تيك توك حساب مستخدم آخر لفت الفيديو الخاص به الذي انتشر بشدة الانتباه إلى حقوق الإنسان للأويغور.
في أكتوبر / تشرين الأول 2019، أزالت تيك توك حوالي عشرين حساباً كانت مسؤولة عن نشر دعاية داعش على التطبيق.
في البلدان التي يكون فيها التمييز بين مجتمع الميم هو القاعدة الاجتماعية والسياسية، قام مشرفو تيك توك بحظر المحتوى الذي يمكن اعتباره إيجابيًا تجاه المثليين أو حقوق المثليين، بما في ذلك الأزواج من نفس الجنس الذين يمسكون بأيديهم، بما في ذلك البلدان التي لم تكن فيها المثلية الجنسية غير قانونية. أبلغ موظفو تيك توك الأمريكيون السابقون لصحيفة واشنطن بوست أن القرارات النهائية لإزالة المحتوى اتخذها موظفو الشركة الأم في بكين.
استجابةً لمخاوف الرقابة، استأجرت الشركة الأم لـ تيك توك شركة K&L Gates، بما في ذلك عضوا الكونجرس الأمريكي السابق بارت جوردون وجيف دينهام، لتقديم المشورة لها بشأن سياسات تعديل المحتوى. كما استأجرت تيك توك شركة الضغط Monument Advocacy.
في مارس 2020، كشفت الوثائق الداخلية التي تم تسريبها إلى The Intercept أن الوسطاء تلقوا تعليمات بقمع المشاركات التي أنشأها المستخدمون الذين يعتبرون «قبيحين جدًا أو فقيرين أو معاقين» للمنصة، وفرض رقابة على الخطاب السياسي في البث المباشر، ومعاقبة أولئك الذين أساءوا «للشرف الوطني» أو بث بثوث حية حول«أجهزة الدولة مثل الشرطة» مع حظر من المنصة. في يونيو 2020، ذكرت صحيفة وول ستريت جورنال أن بعض مستخدمي تيك توك غير السياسيين كانوا يبثون وجهات نظر مؤيدة لبكين لغرض واضح هو زيادة المشتركين وتجنب الحظر المظلل. في يوليو 2020، أعلنت الشركة أنها ستنسحب من هونغ كونغ استجابة لقانون الأمن القومي في هونغ كونغ.
في يونيو 2020، ذكرت تايمز أوف إينديا أن تي توك كانت «تتقوم بمنع مظلل» لمقاطع الفيديو المتعلقة بالنزاع الحدودي الصيني الهندي والمناوشات الصينية الهندية لعام 2020.
في نوفمبر 2020، صرح مسؤول تنفيذي سابق في تيك توك للجنة برلمانية بريطانية أن تيك توك فرض رقابة على المحتوى الذي ينتقد الصين وخاصة المحتوى المتعلق بالإبادة الجماعية للأويغور.

### مخاوف خصوصية المستخدم
كما تم طرح مخاوف بشأن الخصوصية فيما يتعلق بالتطبيق. في سياسة الخصوصية الخاصة بها، يسرد تيك توك أنه يجمع معلومات المستخدم وعناوين IP ومشغل الهاتف المحمول للمستخدم ومعرفات الجهاز الفريدة وأنماط ضغط المفاتيح وبيانات الموقع، من بين بيانات أخرى. قال مطورو الويب طلال الحاج بكري وتومي ميسك إن السماح بمشاركة مقاطع الفيديو والمحتويات الأخرى من قبل مستخدمي التطبيق عبر بروتوكول نقل النص الفائق HTTP يعرض خصوصية بيانات المستخدمين للخطر.
في يناير 2020، اكتشفت تشك بوينت ثغرة أمنية في تيك توك والتي كان من الممكن أن تسمح للقراصنة بالوصول إلى حسابات المستخدمين باستخدام خدمة الرسائل القصيرة. في شباط (فبراير)، انتقد الرئيس التنفيذي لشركة ريديت، ستيف هوفمان، التطبيق ووصفه بأنه «برنامج تجسس»، وقال «إنني انظر إلى هذا التطبيق على أنه طفيلي للغاية، لدرجة أنه يستمع دائمًا، وتقنية البصمات التي يستخدمونها مرعبة حقًا، أنا لا أستطيع سماح نفسي بتثبيت تطبيق مثل هذا على هاتفي». رداً على تعليقات هوفمان، صرحتتيك توك أن «هذه اتهامات لا أساس لها من دون دليل.»  قام ولز فارجو بحظر التطبيق من أجهزته بسبب مخاوف تتعلق بالخصوصية والأمان.
في مايو 2020، أعلنت هيئة حماية البيانات الهولندية عن تحقيق في تيك توك فيما يتعلق بحماية خصوصية الأطفال. في يونيو 2020، أعلن مجلس حماية البيانات الأوروبية أنه سيشكل فريق عمل لفحص ممارسات خصوصية وأمان مستخدم تيك توك 
في أغسطس 2020، ذكرت صحيفة وول ستريت جورنال أن تيك توك تتبع بيانات مستخدم أندرويد، بما في ذلك عناوين التحكم بالنفاذ للوسط MAC والهويات الدولية للأجهزة المتنقلة IMES، مع تكتيك ينتهك سياسات Google. أثار التقرير دعوات في مجلس الشيوخ الأمريكي للجنة التجارة الفيدرالية لبدء تحقيق.

#### غرامات قانون حماية خصوصية الأطفال على الإنترنت في الولايات المتحدة
في 27 فبراير 2019، فرضت لجنة التجارة الفيدرالية الأمريكية (FTC) غرامة قدرها 5.7 دولار أمريكي على بايت داينس لجمع المعلومات من القاصرين الذين تقل أعمارهم عن 13 عامًا في انتهاك لقانون حماية خصوصية الأطفال على الإنترنت. ردت بايت داينس عن طريق إضافة وضع للأطفال فقط إلى تيك توك والذي يمنع تحميل مقاطع الفيديو، وإنشاء ملفات تعريف المستخدمين، والرسائل المباشرة، والتعليق على مقاطع الفيديو الخاصة بالآخرين، مع السماح بمشاهدة المحتوى وتسجيله. في مايو 2020، قدمت مجموعة مناصرة شكوى إلى لجنة التجارة الفيدرالية قائلة إن تيك توك قد انتهك شروط قرار الموافقة الموافقة الصادر في فبراير 2019، مما أثار دعوات لاحقة من الكونجرس لإجراء تحقيق جديد للجنة التجارة الفيدرالية. في يوليو 2020، أفيد أن لجنة التجارة الفيدرالية ووزارة العدل الأمريكية بدأتا تحقيقات.

#### تحقيق مكتب مفوض المعلومات البريطاني
في فبراير 2019، أطلق مكتب مفوض المعلومات في المملكة المتحدة تحقيقًا في تيك توك عقب الغرامة التي تلقتها شركة بايت داينس من لجنة التجارة الفيدرالية الأمريكية (FTC). وفي حديثها إلى لجنة برلمانية، قالت مفوضة المعلومات إليزابيث دينهام إن التحقيق يركز على قضايا جمع البيانات الخاصة، ونوع مقاطع الفيديو التي يتم جمعها ومشاركتها من قبل الأطفال عبر الإنترنت، بالإضافة إلى نظام الرسائل المفتوحة في المنصة والذي يسمح لأي شخص بالغ بإرسال رسائل إلى أي طفل.. وأشارت إلى أن الشركة كانت تنتهك اللائحة العامة لحماية البيانات (GDPR) التي تتطلب من الشركة تقديم خدمات مختلفة وضمانات حماية مختلفة للأطفال.

### التنمر الإلكتروني
كما هو الحال مع المنصات الأخرى،  أثار الصحفيون في العديد من البلدان مخاوف تتعلق بالخصوصية بشأن التطبيق، لأنه يحظى بشعبية لدى الأطفال ولديه إمكانية استخدامه من قبل المحتالين الجنسيين.
أبلغ العديد من المستخدمين عن حدوث تنمر إلكتروني على تيك توك،  بما في ذلك العنصرية  والتمييز ضد ذوي الاحتياجات الخاصة. في ديسمبر 2019، بعد تقرير صادر عن مجموعة الحقوق الرقمية الألمانية، اعترفت تيك توك بأنها قامت بقمع مقاطع الفيديو من قبل المستخدمين المعاقين وكذلك مستخدمي مجتمع الميم في محاولة مزعومة للحد من التنمر الإلكتروني. كما طُلب من المشرفين في تيك توك قمع المستخدمين الذين لديهم «شكل جسم غير طبيعي»، أو «مظهر وجه قبيح»، أو «تجاعيد كثيرة جدًا»، أو في «أحياء فقيرة، في الحقول الريفية» و«مساكن متداعية» لمنع التنمر.

## قضايا قانونية

### دعاوى تينسنت
أتُهِمت شركة تينسنت المالكة لتطبيق وي تشات بحجب وعرقلة فيديوات دوين. في أبريل 2018، رفع دوين دعوة ضد تينسنت واتهمتها بنشر أخبار كاذبة ومعلومات ضارة على منصة وي تشات التابعة لها، مطالبة بمليون 1000000 رنمينبي كتعويض والاعتذار. في يونيو 2018، رفعت تينست دعوى قضائية ضد توتياو Toutiao ودوين في محكمة بكين، زاعمة أنهما قد شوهتا تينسنت مرارًا وتكرارًا بأخبار سلبية وألحقت الضرر بسمعتها، وطلبت مبلغًا رمزيًا بقيمة 1 رنمينبي كتعويض واعتذار علني. رداً على ذلك، قدمت توتياو شكوى في اليوم التالي ضد تينسنت بسبب المنافسة غير العادلة المزعومة وطلب 90 مليون رنمينبي في الخسائر الاقتصادية.

### الدعوى الجماعية لنقل البيانات
في نوفمبر 2019، ورفعت دعوى جماعية قضائية في ولاية كاليفورنيا وزعمت الدعوى أن تيك توك نقل المعلومات الشخصية للأشخاص الأمريكيين للخوادم الموجودة في الصين التي تملكهما تينسنت ومجموعة علي بابا. اتهمت الدعوى أيضًا شركة بايت داينس، الشركة الأم لـ تيك توك، بأخذ محتوى المستخدمين دون إذن منهم. نزَّلت المدعية في الدعوى، الطالبة الجامعية ميستي هونغ، التطبيق لكنها قالت إنها لم تنشئ حسابًا مطلقًا. أدركت بعد بضعة أشهر أن تيك توك قد أنشأت حسابًا لها باستخدام معلوماتها (مثل القياسات الحيوية Biometric) وقدمت ملخصًا لمعلوماتها. كما زعمت الدعوى القضائية أنه تم إرسال المعلومات إلى شركة التكنولوجيا الصينية العملاقة بايدو. في يوليو 2020، تم دمج عشرين دعوى قضائية ضد تيك توك في دعوى قضائية جماعية واحدة في محكمة مقاطعة الولايات المتحدة للمنطقة الشمالية من إلينوي.

## وصلات خارجية
- الموقع الرسمي